# Nyssia bombycaria
Nyssia bombycaria là một loài bướm đêm trong họ Geometridae.